# Рольсгаузен
Рольсгаузен (нім. Rollshausen) — громада в Німеччині, розташована в землі Нижня Саксонія. Входить до складу району Геттінген. Складова частина об'єднання громад Гібольдегаузен.
Площа — 11,68 км2. Населення становить 840 ос. (станом на 31 грудня 2021).

## Галерея

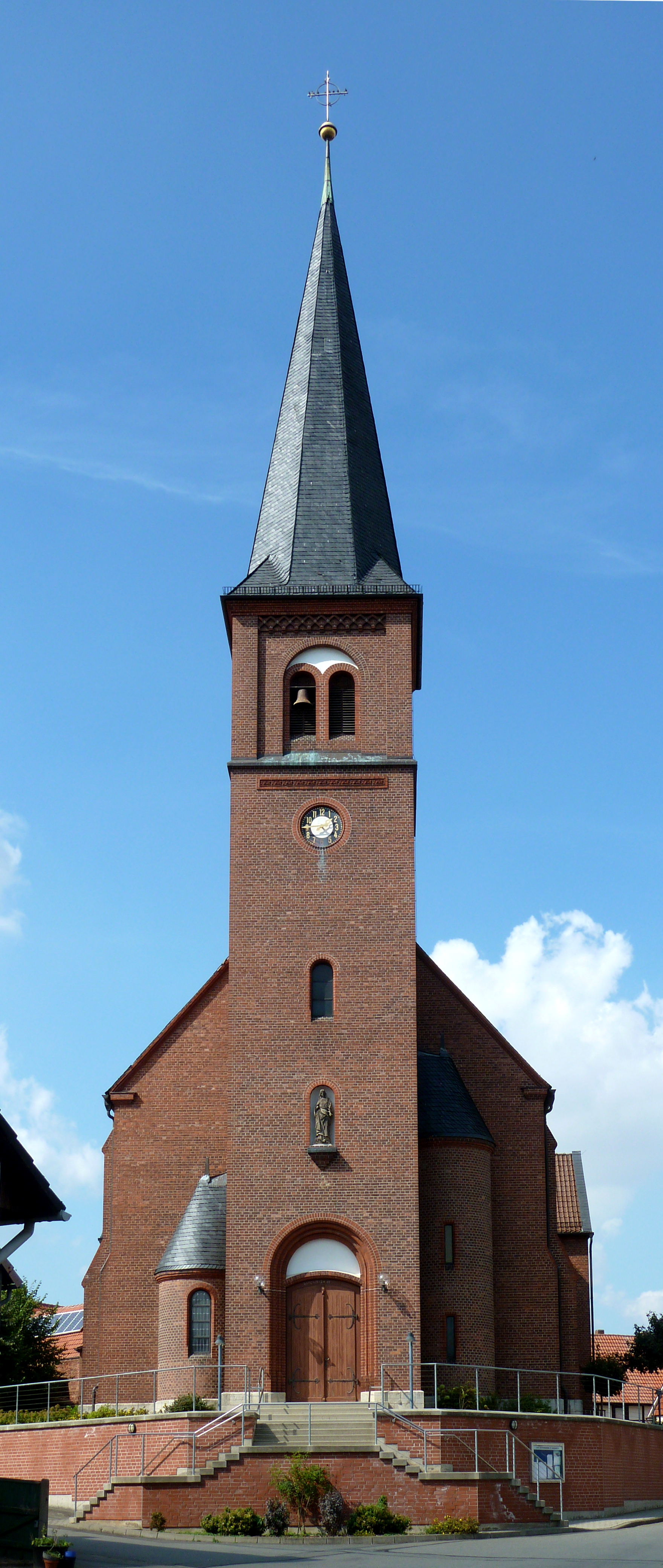
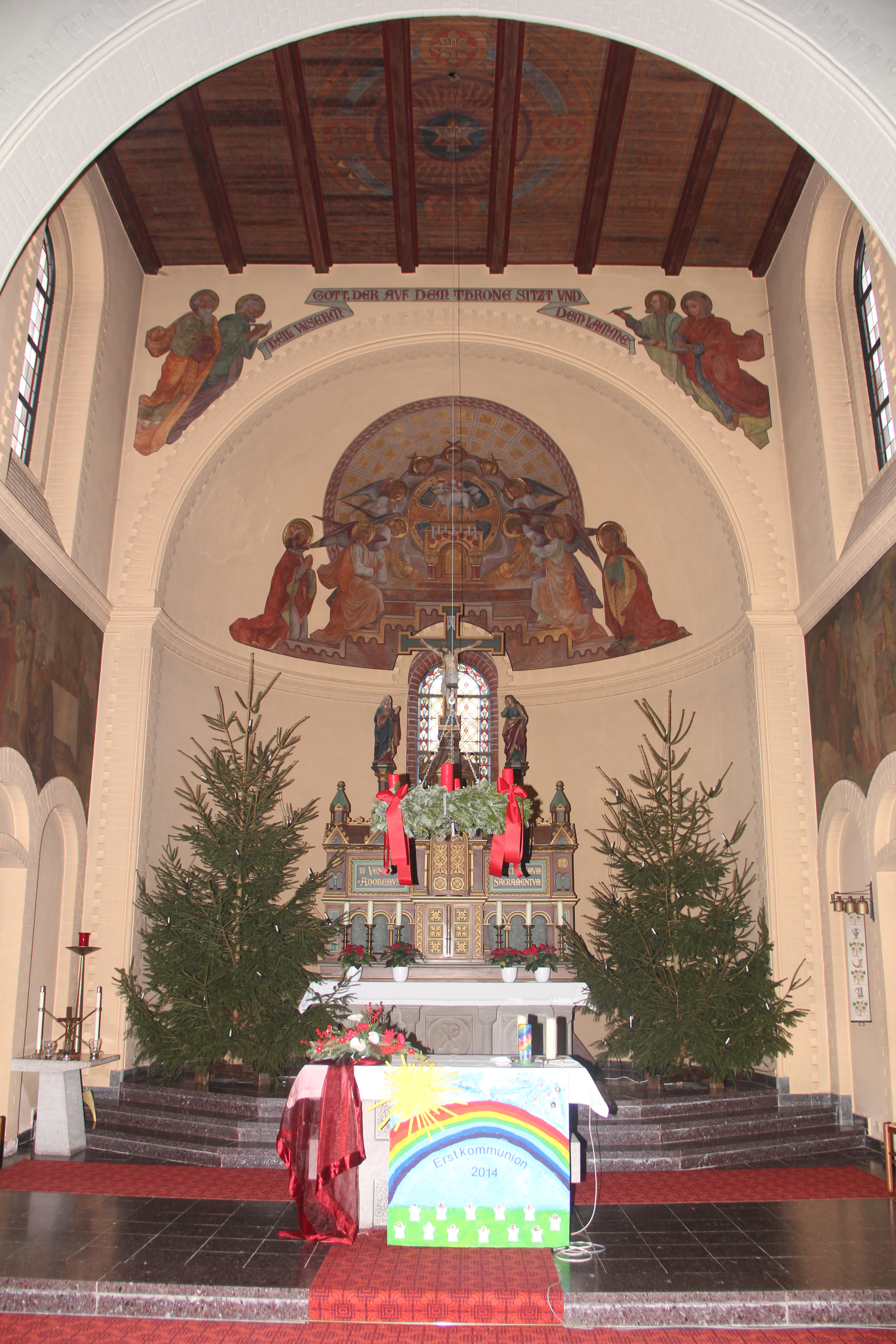